# Sibianor aemulus
Sibianor aemulus är en spindelart som först beskrevs av Willis J. Gertsch 1934.  Sibianor aemulus ingår i släktet Sibianor och familjen hoppspindlar. Inga underarter finns listade i Catalogue of Life.